# 太和乡 (南充市)
太和乡，是中华人民共和国四川省南充市嘉陵区曾经下辖的一个乡。2019年10月，撤销太和乡和石楼乡，将其所属行政区域划归双桂镇管辖。

## 行政区划
太和乡撤销前下辖以下地区：
河垭山村、碧山庙村、梅垭场村、袁家沟村、宝玉沟村、邓家沟村、侯家沟村、松林湾村、井撑沟村、老家沟村和长滩坝村。